# 드미트리 글루홉스키
드미트리 알렉세예비치 글루홉스키(러시아어: Дми́трий Алексе́евич Глухо́вский, 1979년 6월 12일 - )는 러시아의 소설가이자 언론인이다. 러시아어 외에도 영어, 프랑스어, 독일어, 히브리어, 스페인어를 잘 한다. 언론인으로 근무하던 시절 글루홉스키는 프랑스의 유로뉴스 TV, 독일의 도이체벨레, 러시아의 러시안투데이 등에서 일했으며, 2008년부터 2009년까지는 마야크 라디오 방송국의 라디오 호스트로 일했다.
글루홉스키는 2002년 자신의 소설인 메트로 2033을 블로그에 연재하면서 인기를 얻었다. 그의 소설은 게임으로도 제작되었다.

## 주요 작품
- 메트로 2033 (2005)
- 메트로 2034 (2009)